# Ronde van Italië 1959
| Eindklassement      |                      |              |
| Algemeen klassement | Charly Gaul          | 101h 50' 26" |
| Tweede              | Jacques Anquetil     | + 6' 12"     |
| Derde               | Diego Ronchini       | + 6' 16"     |
| Vierde              | Rik Van Looy         | + 7' 17"     |
| Vijfde              | Imerio Massignan     | + 7' 31"     |
| Zesde               | Miguel Poblet        | + 10' 21"    |
| Zevende             | Graziano Battistini  | + 10' 47"    |
| Achtste             | Guido Carlesi        | + 13' 35"    |
| Negende             | Ernesto Bono         | + 13' 36"    |
| Tiende              | Gastone Nencini      | + 13' 49"    |
| Rode Lantaarn       | Antonio Uliana (86e) | + 3h 30' 53" |
| Bergklassement      | Charly Gaul          | ... punten   |
| Tweede              | Imerio Massignan     | ... punten   |
| Derde               | Hans Junkermann      | ... punten   |
| Ploegenklassement   | Atala                | ?            |
| Tweede              | ?                    | ?            |
| Derde               | ?                    | ?            |

In 1959 ging de 42e Giro d'Italia op 16 mei van start in Milaan. Hij eindigde op 7 juni in Milaan. Er stonden 130 renners verdeeld over 13 ploegen aan de start. Hij werd gewonnen door Charly Gaul.
Aantal ritten: 22

Totale afstand: .... km

Gemiddelde snelheid: ...... km/h

Aantal deelnemers: 130

## Belgische en Nederlandse prestaties
In totaal namen er 16 Belgen en 0 Nederlanders deel aan de Giro van 1959.

### Belgische etappezeges
- Rik Van Looy won de 1e etappe van Milaan naar Salsomaggiore Terme, de 5e etappe van Arezzo naar Rome, de 11e etappe Ascoli Piceno naar Rimini en de 14e etappe van Verona naar Rovereto.

### Nederlandse etappezeges
- In 1959 waren er geen Nederlandse etappezeges.

## Etappe uitslagen

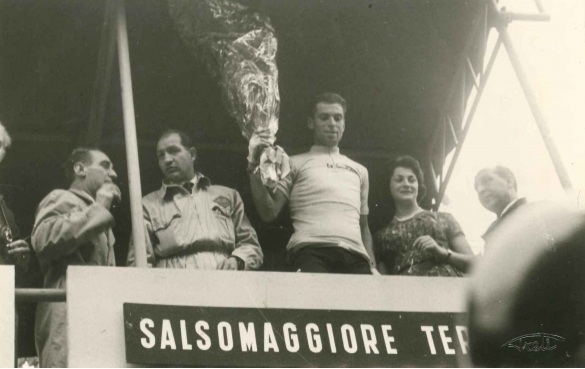
Gino Bartali naast Rik Van Looy, etappewinnaar en eerste Roze Trui van de 42e Giro

| Datum  | Etappe    | Parcours                                            | Afstand | Eerste                   | Tweede                     | Derde                     | Klassementsleider      |
| ------ | --------- | --------------------------------------------------- | ------- | ------------------------ | -------------------------- | ------------------------- | ---------------------- |
| 16 mei | etappe 1  | Milaan - Salsomaggiore Terme                        | 135 km  | Rik Van Looy (Bel)       | Willy Vannitsen (Bel)      | Miguel Poblet (Spa)       | Rik Van Looy (Bel)     |
| 17 mei | etappe 2  | Salsomaggiore Terme - Salsomaggiore Terme (tijdrit) | 22 km   | Jacques Anquetil (Fra)   | Rolf Graf (Zwi)            | Ercole Baldini (Ita)      | Jacques Anquetil (Fra) |
| 18 mei | etappe 3  | Salsomaggiore Terme - Abetone                       | 180 km  | Charly Gaul (Lux)        | Jos Hoevenaars (Bel)       | Rik Van Looy (Bel)        | Charly Gaul (Lux)      |
| 19 mei | etappe 4  | Abetone - Arezzo                                    | 178 km  | Armando Pellegrini (Ita) | Aurelio Cestari (Ita)      | Gastone Nencini (Ita)     | Charly Gaul (Lux)      |
| 20 mei | etappe 5  | Arezzo - Rome                                       | 243 km  | Rik Van Looy (Bel)       | Jos Hoevenaars (Bel)       | Charly Gaul (Lux)         | Charly Gaul (Lux)      |
| 21 mei | etappe 6  | Rome - Napels                                       | 213 km  | Miguel Poblet (Spa)      | Guido Carlesi (Ita)        | Oreste Magni (Ita)        | Charly Gaul (Lux)      |
| 22 mei | etappe 7  | Napels - Vesuvius (tijdrit)                         | 8 km    | Charly Gaul (Lux)        | Guido Boni (Ita)           | Miguel Poblet (Spa)       | Charly Gaul (Lux)      |
| 23 mei | etappe 8  | Ischia - Ischia (tijdrit)                           | 31 km   | Antonio Catalano (Ita)   | Jacques Anquetil (Fra)     | Rik Van Looy (Bel)        | Charly Gaul (Lux)      |
| 24 mei | etappe 9  | Napels - Vasto                                      | 206 km  | Gastone Nencini (Ita)    | Graziano Battistini (Ita)  | Imerio Massignan (Ita)    | Charly Gaul (Lux)      |
| 25 mei | etappe 10 | Vasto - Teramo                                      | 148 km  | Rino Benedetti (Ita)     | Arrigo Padovan (Ita)       | Guido Carlesi (Ita)       | Charly Gaul (Lux)      |
| 26 mei | etappe 11 | Ascoli Piceno - Rimini                              | 245 km  | Rik Van Looy (Bel)       | Martin Van Geneugden (Bel) | Gastone Nencini (Ita)     | Charly Gaul (Lux)      |
| 28 mei | etappe 12 | Rimini - San Marino                                 | 141 km  | Nino Defilippis (Ita)    | Angelo Conterno (Ita)      | Jacques Anquetil (Fra)    | Charly Gaul (Lux)      |
| 29 mei | etappe 13 | Rimini - Verona                                     | 233 km  | Miguel Poblet (Spa)      | Rik Van Looy (Bel)         | Rino Benedetti (Ita)      | Charly Gaul (Lux)      |
| 30 mei | etappe 14 | Verona - Rovereto                                   | 143 km  | Rik Van Looy (Bel)       | Vito Favero (Ita)          | Diego Ronchini (Ita)      | Charly Gaul (Lux)      |
| 31 mei | etappe 15 | Trente - Bolzano                                    | 198 km  | Miguel Poblet (Spa)      | Rik Van Looy (Bel)         | Vito Favero (Ita)         | Jacques Anquetil (Fra) |
| 1 juni | etappe 16 | Bolzano - San Pellegrino Terme                      | 245 km  | Alessandro Fantini (Ita) | Armando Pellegrini (Ita)   | Arnaldo Pambianco (Ita)   | Jacques Anquetil (Fra) |
| 2 juni | etappe 17 | San Pellegrino Terme - Genua                        | 241 km  | Arrigo Padovan (Ita)     | André Darrigade (Fra)      | Armando Pellegrini (Ita)  | Jacques Anquetil (Fra) |
| 3 juni | etappe 18 | Genua - Turijn                                      | 180 km  | Vito Favero (Ita)        | Arturo Neri (Ita)          | Giuseppe Fallarini (Ita)  | Jacques Anquetil (Fra) |
| 4 juni | etappe 19 | Turijn - Susa (tijdrit)                             | 51 km   | Jacques Anquetil (Fra)   | Ercole Baldini (Ita)       | Diego Ronchini (Ita)      | Jacques Anquetil (Fra) |
| 5 juni | etappe 20 | Turijn - Saint-Vincent                              | 100 km  | Alfredo Sabbadin (Ita)   | Diego Ronchini (Ita)       | Mario Tosato (Ita)        | Jacques Anquetil (Fra) |
| 6 juni | etappe 21 | Aosta - Courmayeur                                  | 296 km  | Charly Gaul (Lux)        | Imerio Massignan (Ita)     | Graziano Battistini (Ita) | Charly Gaul (Lux)      |
| 7 juni | etappe 22 | Courmayeur - Milaan                                 | 220 km  | Rolf Graf (Zwi)          | Rik Van Looy (Bel)         | Rino Benedetti (Ita)      | Charly Gaul (Lux)      |

 winnaars · 
roze trui · 
  puntenklassement · 
  bergklassement · 
 jongerenklassement · 
 intergiro · 
 ploegenklassement · 
 strijdlust · 
 zwarte trui
Giro d'Italia Next Gen · Giro Donne · Cima Coppi
 Belgische rozetruidragers · etappewinnaars
 Nederlandse rozetruidragers · etappewinnaars
Mannen:
1909 · 
1910 · 
1911 · 
1912 · 
1913 · 
1914 · 
1919 · 
1920 · 
1921 · 
1922 · 
1923 · 
1924 · 
1925 · 
1926 · 
1927 · 
1928 · 
1929 · 
1930 · 
1931 · 
1932 · 
1933 · 
1934 · 
1935 · 
1936 · 
1937 · 
1938 · 
1939 · 
1940 · 
1946 · 
1947 · 
1948 · 
1949 · 
1950 · 
1951 · 
1952 · 
1953 · 
1954 · 
1955 · 
1956 · 
1957 · 
1958 · 
1959 · 
1960 · 
1961 · 
1962 · 
1963 · 
1964 · 
1965 · 
1966 · 
1967 · 
1968 · 
1969 · 
1970 · 
1971 · 
1972 · 
1973 · 
1974 · 
1975 · 
1976 · 
1977 · 
1978 · 
1979 · 
1980 · 
1981 · 
1982 · 
1983 · 
1984 · 
1985 · 
1986 · 
1987 · 
1988 · 
1989 · 
1990 · 
1991 · 
1992 · 
1993 · 
1994 · 
1995 · 
1996 · 
1997 · 
1998 · 
1999 · 
2000 · 
2001 · 
2002 · 
2003 · 
2004 · 
2005 · 
2006 · 
2007 · 
2008 · 
2009 · 
2010 · 
2011 · 
2012 · 
2013 · 
2014 · 
2015 · 
2016 · 
2017 · 
2018 · 
2019 · 
2020 · 
2021 · 
2022 · 
2023 · 
2024 · 
2025
Vrouwen:
1988 · 
1989 · 
1990 · 
1991 ·
1992 ·
1993 · 
1994 · 
1995 · 
1996 · 
1997 · 
1998 · 
1999 · 
2000 · 
2001 · 
2002 · 
2003 · 
2004 · 
2005 · 
2006 · 
2007 · 
2008 · 
2009 · 
2010 · 
2011 · 
2012 ·
2013 · 
2014 ·
2015 ·
2016 ·
2017 ·
2018 ·
2019 ·
2020 ·
2021 ·
2022 ·
2023 ·
2024 ·
2025